# Kurzy.cz

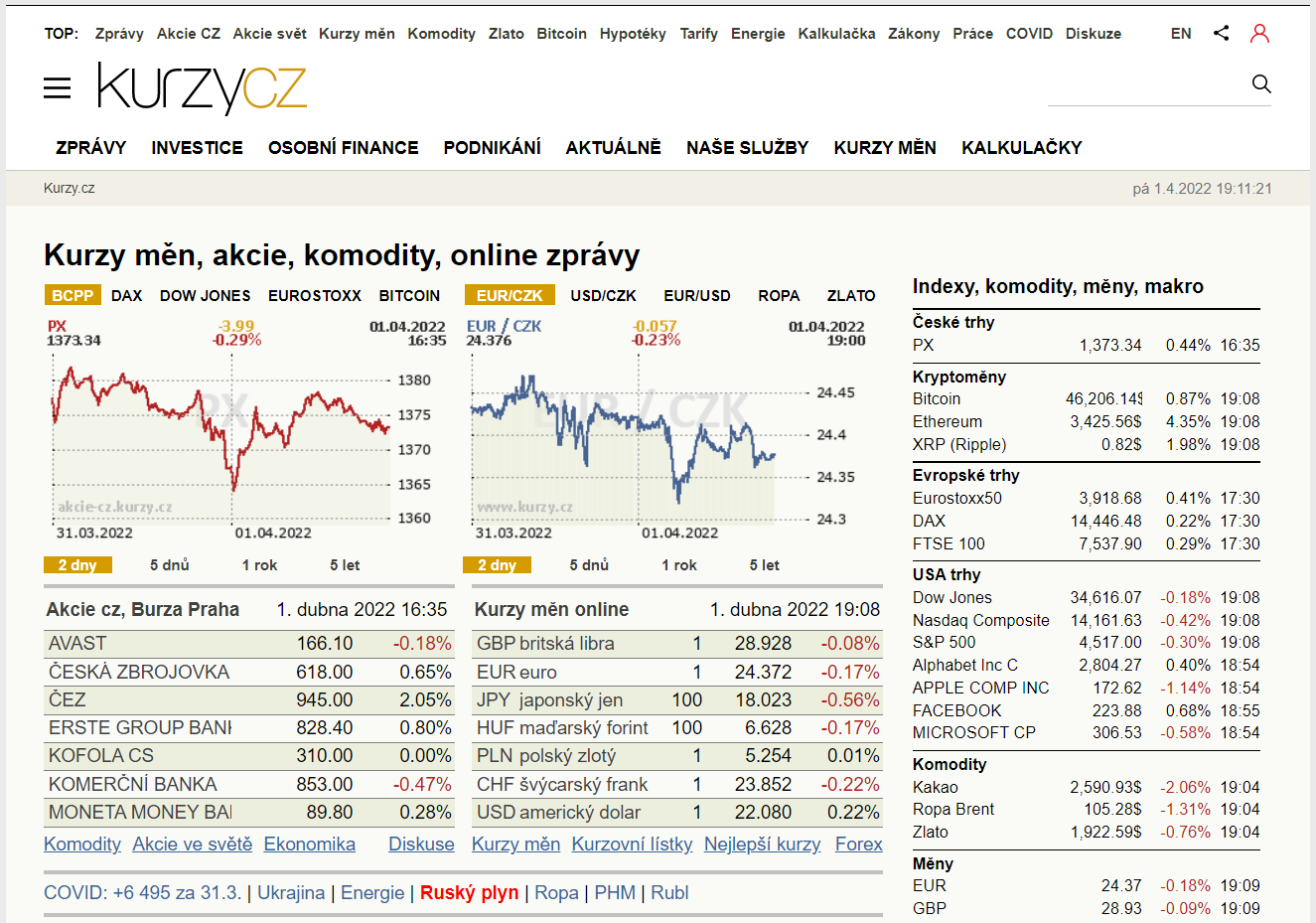
Podoba stránek kurzy.cz, 2022

Kurzy.cz je český portál, který se specializuje na oblast financí – investice, podnikání a osobní finance. Byl založen roku 2000 původně na adrese fin.cz a od roku 2006 na adrese kurzy.cz. Dle statistiky Netmonitor navštívilo server kurzy.cz v březnu 2022 celkem 3 207 000 reálných uživatelů, server se tak pohybuje mezi 15 nejvíce navštěvovanými českými médii.

## Investiční sekce
Jádro portálu kurzy.cz tvoří sekce věnovaná investicím, která přináší online data křížových kurzů měn, akcií, komodit a jejich derivátů, investičních fondů, rozsáhlé online zpravodajství z trhů, doplňkové informace z makroekonomiky a analýzy trhů. Investiční sekci navštěvuje měsíčně více než 600 000 unikátních uživatelů a je tak svým rozsahem i návštěvností největším specializovaným médiem v tomto sektoru, následován stránkami patria.cz (130 000 uživatelů) a akcie.cz (40 000 uživatelů).

## Osobní finance
Sekce osobních financí se věnuje přehledu a porovnání bankovních produktů - směnným kurzům měn, úrokovým sazbám, nabídkám hypoték a dalších úvěrů, pojištění. Detailně dále popisuje oblast důchodů, dávek, mezd, insolvence. Tato sekce disponuje množstvím kalkulaček.

## Podnikání
V roce 2003 vznikla sekce s informacemi o českých firmách, který zpracovává vazby a vztahy firem, monitoruje propojení firem a jejich vzájemné vztahy přes osoby a další ekonomické vazby. Projekt byl v roce 2011 přetvořen do grafické podoby s názvem Vizuální obchodní rejstřík.

## Souvislosti
Portál vznikl ve skupině AliaWeb a byl spuštěn na pod názvem Aliaweb Finance na adrese fin.cz v roce 2000. Portál patří do mediální skupiny AliaWeb (26159317) společně se servery zajezdy.cz, podnikani.cz, bydlet.cz, studium.cz, yauto.cz a meteobox.cz. Hlavním akcionářem skupiny je Jan Hřebíček.